# 新日本製鐵
新日本製鐵株式会社（しんにっぽんせいてつ、英: NIPPON STEEL CORPORATION）は、かつて存在した日本の大手鉄鋼メーカー（高炉メーカー）である。略称は、「新日鉄」（あるいは旧字体の「新日鐵」）や英文社名に由来する「NSC」など。

## 概要
官営八幡製鐵所を中心に複数の製鉄業者が合同して1934年（昭和9年）に発足した日本製鐵（日鉄）が歴史上の前身にあたる。太平洋戦争後の過度経済力集中排除法により4社に分割され（財閥解体）、このうち八幡製鐵と富士製鐵の2社が同法廃止後の1970年（昭和45年）に合併して発足した。この時点で、日立製作所を抜いて売上日本最大のメーカーとなり、1980年代にトヨタ自動車に抜かれるまで、長年その位置を占め続けた。2010年の粗鋼生産量において日本国内では首位、世界では第5位の規模を持っていた。
新日鉄は高炉を構え、鉄鉱石を原料に銑鉄から鋼材までを一貫して製造する銑鋼一貫製鉄所を持つ「高炉メーカー」の一つである。鉄鋼業の指標となる粗鋼の生産量は年間2,750万トン（2009年度実績） で、日本国内ではシェア首位。イギリスの金属情報誌メタル・ブリテンによれば、粗鋼の生産量は世界第6位（2009年時点） である。世界シェア首位のアルセロール・ミッタルとは粗鋼生産量でおよそ3倍の差があり、敵対的買収の脅威が高まっているとされているが、これに対し新日鉄では、同業や川下メーカー、商社との株式持ち合いや、日本国外の製鉄所建設を含めた増産計画などの対抗策を打ち出している。一方、国内シェアは2位のJFEスチールと拮抗するが、国内シェア3・4位の住友金属や神戸製鋼所と株式の持ち合いを進めるなど緩やかなグループ形成をしている。
生産拠点の銑鋼一貫製鉄所は君津・大分・名古屋・八幡・室蘭の5か所。このほかにも高炉のない工場を5か所構える。これらの生産拠点において、鋼板や条鋼、鋼管など各種鋼材やチタン圧延材などの生産を行っている。製品は製造業向けの高級鋼材が7割を占める。
このように事業会社として動く一方、グループ企業を束ねる持株会社としての側面も持っており、新日鉄は事業持株会社として機能している。グループ企業は大阪製鐵などの鉄鋼業者のほか、建設業者の新日鉄エンジニアリングや化学メーカーの新日鐵化学、情報通信企業の新日鉄ソリューションズなど、鉄鋼業から派生した業種の企業を含んでいる。
2012年（平成24年）10月1日に住友金属工業と合併し、新日鐵住金株式会社（しんにってつすみきん、略称：NSSMC）となった。同社は2019年（平成31年）4月1日に日本製鉄株式会社（にっぽんせいてつ、略称：日鉄、NSC）に社名を変更した（英文社名は合併前のものに復した）。

## 事業と拠点

### 製鉄事業

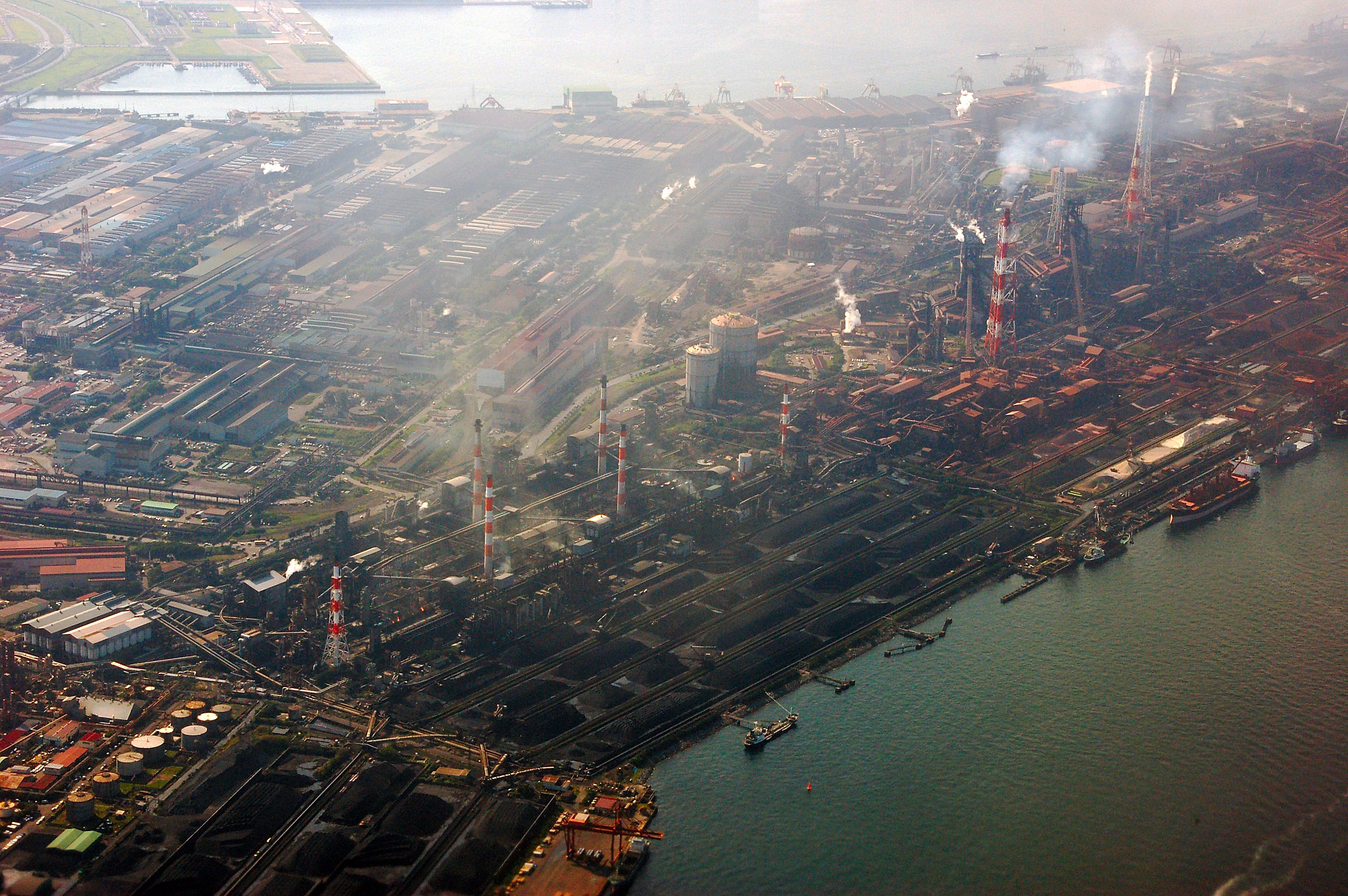
新日鉄君津製鉄所

新日鉄の中核事業である鋼材の生産は国内の10工場によって展開されている。製品の鋼材の種類は工場によって異なるが、船舶や大形構造物に使用される厚板、自動車・電気製品・缶などに使用される薄板・表面処理鋼板、モーターなどに使用される電磁鋼板、建築・土木分野で使用されるH形鋼・鋼矢板などの形鋼や軌条、自動車部品や建築物に使用される棒鋼・線材、流体の輸送や機械部品などに使用される鋼管が主なものである。
工場とその所在地、主な生産品目を以下に示す。
| 工場名               | 所在地                     | 主な生産品目                               |
| -------------------- | -------------------------- | ------------------------------------------ |
| 君津製鐵所           | 千葉県君津市君津           | 厚板・薄板・表面処理鋼板・形鋼・線材・鋼管 |
| 大分製鐵所           | 大分県大分市西ノ洲         | 厚板・薄板                                 |
| 大分製鐵所光鋼管工場 | 山口県光市島田             | 鋼管                                       |
| 名古屋製鐵所         | 愛知県東海市東海町         | 厚板・薄板・表面処理鋼板・鋼管・軌条・形鋼 |
| 八幡製鐵所           | 福岡県北九州市戸畑区飛幡町 | 薄板・表面処理鋼板・電磁鋼板・鋼管         |
| 室蘭製鐵所           | 北海道室蘭市仲町           | 棒鋼・線材                                 |
| 広畑製鐵所           | 兵庫県姫路市広畑区富士町   | 薄板・表面処理鋼板・電磁鋼板               |
| 釜石製鐵所           | 岩手県釜石市鈴子町         | 線材                                       |
| 堺製鐵所             | 大阪府堺市堺区築港八幡町   | 形鋼                                       |
| 東京製造所           | 東京都板橋区舟渡4丁目      | 鋼管                                       |

このうち銑鋼一貫製鉄所は君津・大分・名古屋・八幡・室蘭の5工場。広畑・釜石・堺はかつて一貫製鉄所であったが、1989年（平成元年）から1993年（平成5年）にかけて高炉を停止している。ただし、広畑には高炉などに替わる製鋼設備（冷鉄源溶解設備）があり、他の一貫製鉄所と同様に粗鋼の生産を継続している。光工場は旧・光製鐵所で電気炉があったが、新日鐵住金ステンレス設立の際に同社に移管したため新日鉄の設備ではなくなっている。粗鋼の生産のみならず鋼材圧延設備も集約化が進んでおり、一部の工場は特定の製品に特化している。

### チタン事業
新日鉄は1984年（昭和59年）よりチタンの伸延（圧延）を行っている。製品はチタンの厚板・熱延薄板・冷延薄板・箔・溶接管・シームレス管・線材・丸棒。化学工業分野、建築分野、自動車分野などへ出荷されている。
生産設備は鉄鋼用と共通のものを使用する。生産拠点は八幡と光がメインだが、工程によって君津・名古屋・広畑の設備も使用する。

### 電力事業
製鉄所において石炭や副生ガス（高炉ガス・コークス炉ガス・転炉ガス）を燃料に発電（火力発電）し、独立発電事業者 (IPP) として電力会社への電力の卸供給を行っている。1999年（平成11年）から2002年（平成14年）にかけて室蘭・釜石・広畑・八幡・大分の5か所で開始され、合計約80万キロワットの電力を供給している。供給先は、室蘭が北海道電力、釜石が東北電力、広畑が関西電力、八幡と大分が九州電力である。

### その他の拠点

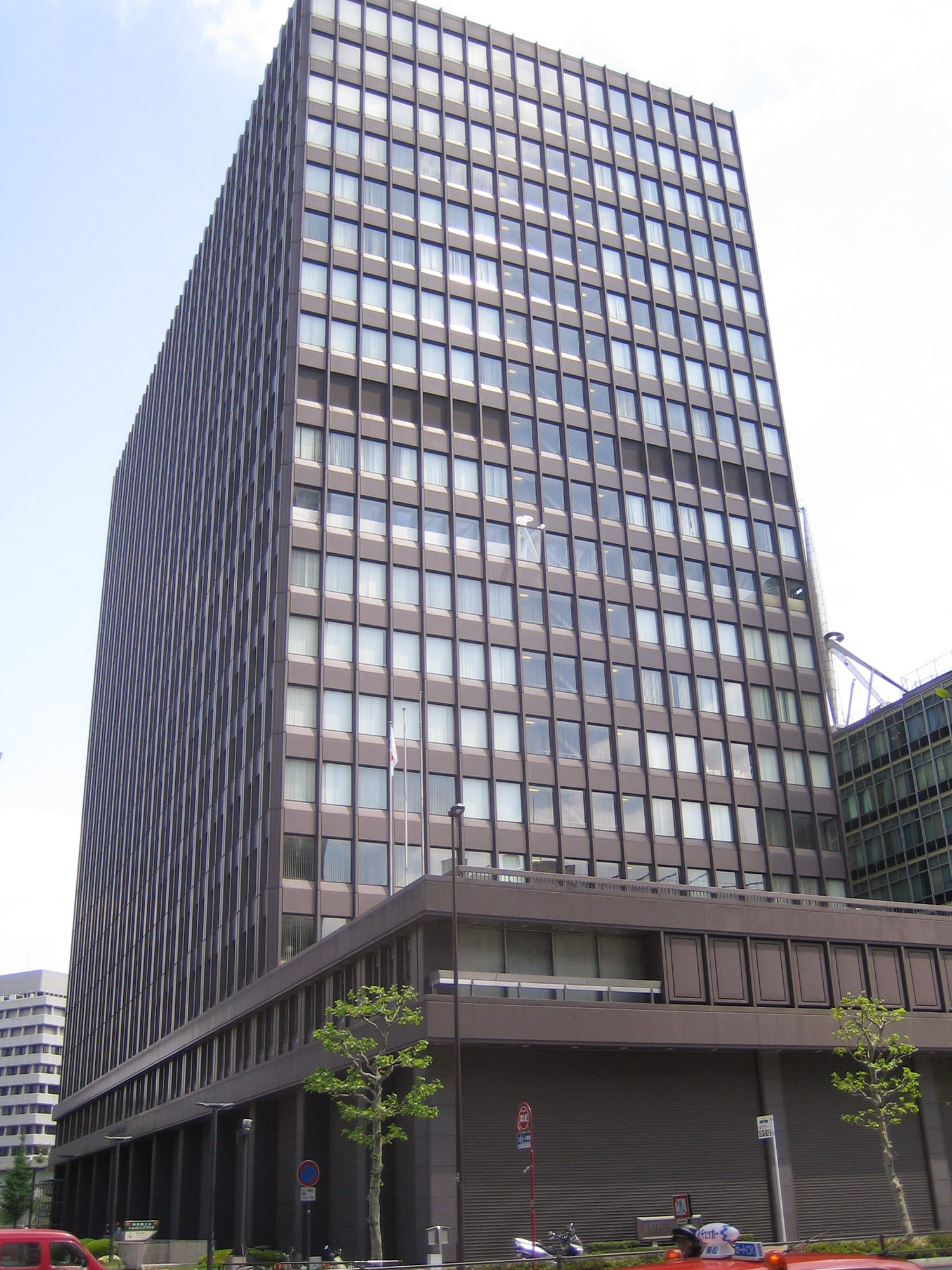
2009年まで本社が置かれていた旧新日鐵ビル（現JXビル）

- 本社は、1970年から2009年8月までは大手町の「新日鐵ビル」を本社としていた[7]（新日鐵の移転後の2010年からJXグループの中核会社が本社を置いている）。2009年からは東京都千代田区丸の内2丁目にある丸の内パークビルディングに移転していた（現・新日鐵住金本社：合併に先立つ2012年8月からは、旧住友金属工業東京本社も入居）。支店は、札幌市・仙台市・新潟市・名古屋市・大阪市・広島市・福岡市の7か所にあった。
- メインの研究拠点（研究所）は、君津製鐵所に近い千葉県富津市新富に設置されている。

## 沿革

### 発足の経緯
新日鉄は1970年（昭和45年）3月31日に、八幡製鐵が富士製鐵を合併して発足した。八幡製鐵・富士製鐵のどちらも日本製鐵（1934年～1950年）を前身とし、国内で1・2位の規模を持つ大手高炉メーカーであった。
合併実行の2年前の1968年（昭和43年）5月1日、八幡製鐵・富士製鐵両社の合併が正式に発表された。両社は合併の理由を、設備の大型化への対応、需要鈍化の下での重複投資の解消、技術力強化、資本自由化や鉄鋼業の大型再編 の中での国際競争力強化などを挙げている。この動きに対し、政府や財界はおおむね賛成した。例えば当時の佐藤栄作内閣総理大臣は基本的に賛成と委員会で答弁し、政府の経済閣僚協議会も賛成した。一方、反対意見は野党の日本社会党や経済学者のグループから出た。労働組合側は、日本労働組合総評議会（総評）は不支持であったが全日本労働総同盟（同盟）や両社の労働組合は反対しないとの意見であった。翌1969年（昭和44年）3月6日に合併契約書が調印され、同年6月1日の合併実行が決定した。
合併に関して審査を行っていた公正取引委員会（公取委）は契約書調印後、両社の合併は独占禁止法に違反する疑いがあるとして審査を開始。合併に対し反対の意を示し、1969年（昭和44年）5月7日には合併否認勧告を出した。独占禁止法に違反するおそれがあるとされたのは、鉄道用レール・食缶用ブリキ・鋳物銑・鋼矢板の分野で、次の理由により判断された。
- 鉄道用レール - 合併会社が日本国内唯一の生産者となるため。
- 食缶用ブリキ - 合併会社がシェアトップで6割を占め、なおかつシェア2位の東洋鋼鈑に対してもブリキの原板を供給しているため。
- 鋳物銑 - 合併会社が国内生産量の過半を占め、次位の神戸製鋼所に対しても技術で差があるため。
- 鋼矢板 - 合併会社が大部分を供給し、有力な競合会社がほとんどないため。

この公取委の勧告に対し、両社は以下の対応により独占禁止法違反回避（問題解消措置）を図った。当時の経営陣によれば、これらの行為による損害は大きなものであるという。
- 鉄道用レール - 八幡製鐵八幡製鐵所と富士製鐵釜石製鐵所にあるレール製造設備のうち、後者を日本鋼管に譲渡。両社により日本鋼管に技術提供。
- 食缶用ブリキ - 八幡製鐵が持つ東洋鋼鈑株式を、東洋製罐と日本鋼管へ譲渡。
- 鋳物銑 - 八幡製鐵が神戸製鋼所に技術提供を行い、八幡製鐵所にある鋳物銑用高炉を譲渡。
- 鋼矢板 - 八幡製鐵が日本鋼管に、富士製鐵が川崎製鉄に技術援助。

上記の排除計画は1969年（昭和44年）10月に公取委に提出され、同月30日、計画実行を条件に公取委は同意審決書を出し合併を認めた。同年11月7日には修正合併契約書に両社は調印、その後排除計画の実行を進めた。すべての計画が実行された後、1970年（昭和45年）3月31日を以って合併を実行、新日鉄が発足した。年間粗鋼生産量はアメリカのUSスチールを抜き資本主義諸国ではトップとなり、日本における最初の売上高1兆円メーカーとなった。
新会社の社屋は大手町の八幡製鉄本社前にビルに構えることとなり、丸の内に本社があった富士製鉄ともども1970年3月23日までに引っ越しが行われた。社内の体制は八幡製鉄の26部149課、富士製鉄の25部125課を再編して42部3室にまとめられた。

### 年表
- 1970年（昭和45年）3月31日 - 八幡製鐵と富士製鐵が合併し、新日本製鐵株式會社発足。室蘭・釜石・君津・名古屋・堺・広畑・光・八幡製鐵所と川崎製鋼所・東京製造所の10拠点を保有。
- 1971年（昭和46年）
  - 4月1日 - 子会社の富士三機鋼管を合併。
  - 6月1日 - 大分製鐵所発足（11月操業開始）。
  - 9月30日 - 名古屋製鐵所空見工場（旧・八幡製鐵名古屋工場）閉鎖。
- 1972年（昭和47年）4月19日 - 大分製鐵所に高炉を新設、銑鋼一貫製鉄所が8か所に。
- 1973年（昭和48年）6月1日 - 川崎製鋼所を日鐵建材（現・日鐵住金建材）に譲渡。
- 1974年（昭和49年）6月1日 - エンジニアリング事業部が発足。
- 1984年（昭和59年）7月 - 新素材事業部が発足。
- 1985年（昭和60年）3月 - ニッテツ電子（現・シルトロニック・ジャパン）を設立し、シリコンウェーハ事業に進出。
- 1986年（昭和61年）7月 - エレクトロニクス事業部が発足。
- 1987年（昭和62年）6月 - エレクトロニクス事業部をエレクトロニクス・情報通信事業本部と改称。
- 1988年（昭和63年）4月 - 情報システム部門を新日鉄情報通信システム（現・新日鉄ソリューションズ）に譲渡。
- 1989年（平成元年）
  - 3月25日 - 釜石製鐵所高炉休止。
  - 6月 - 都市開発事業部が発足。
- 1990年（平成2年）3月24日 - 堺製鐵所高炉休止。
- 1993年（平成5年）
  - 6月 - 日鉄セミコンダクター（現・UMCジャパン）買収によるLSI事業進出に伴い、LSI事業部発足。
  - 6月27日 - 広畑製鐵所高炉休止、銑鋼一貫製鉄所は5か所に。
- 1994年（平成6年）4月 - 室蘭製鐵所の高炉を分離し、北海製鉄を設立。
- 1997年（平成9年）4月 - シリコンウェーハ事業部が発足。
- 1999年（平成11年）4月 - 日鉄セミコンダクター株式売却に伴い、LSI事業部廃止。
- 2001年（平成13年）4月 - エレクトロニクス・情報通信事業部を新日鉄ソリューションズに譲渡。
- 2002年（平成14年）
  - 4月1日 - 都市開発事業部を新日鉄都市開発に統合。
  - 11月14日 - 新日鉄・住友金属工業・神戸製鋼所の3社間での資本・業務提携を発表。
- 2003年（平成15年）10月1日 - ステンレス部門を分社化し、新日鐵住金ステンレスを設立。
- 2004年（平成16年）4月1日 - ワッカー・エヌエスシーイー（旧・ニッテツ電子）株式の売却に伴い、シリコンウェーハ事業部を廃止。
- 2006年（平成18年）7月1日 - エンジニアリング事業部を新日鉄エンジニアリングに、新素材事業部を新日鉄マテリアルズに譲渡。
- 2011年（平成23年）
  - 2月3日 - 住友金属工業との経営統合を発表。
  - 9月22日 - 住友金属工業との間で統合基本契約を締結。
- 2012年（平成24年）10月1日 - 住友金属工業を吸収合併し、商号を「新日鐵住金」へと変更。
- 2019年（平成31年）4月1日 - 社名を「日本製鉄」へと変更。

## 歴代社長・会長
最後の代表取締役社長は宗岡正二、代表取締役会長は三村明夫。社長の宗岡は日本経済団体連合会（経団連）の副会長も務める。経団連の前身・経済団体連合会では、初代社長の稲山嘉寛や4代目社長の斎藤英四郎、7代目社長今井敬が会長を務めている。新日鐵住金発足にともない、宗岡は新日鐵住金の代表取締役会長（2014年3月まではCEO兼務）となり、三村は2014年4月時点で、相談役名誉会長となっている。
鉄鋼業界の業界団体である日本鉄鋼連盟の会長職は1948年（昭和23年）の発足以来、慣行として新日鉄社長が務めていたが、2006年（平成18年）5月に三村からJFEスチールの馬田一社長へ会長職を交代。今後は両社が2年おきの輪番で会長を務めることになる。

### 社長一覧
1. 稲山嘉寛 - 1970年3月就任（八幡製鐵社長から異動）、1973年5月退任（会長へ異動）
2. 平井富三郎 - 1973年5月就任（元通産事務次官）、1976年6月退任
3. 田坂輝敬 - 1976年6月就任、1977年1月死去
4. 斎藤英四郎 - 1977年1月就任、1981年6月退任（会長へ異動）
5. 武田豊 - 1981年6月就任、1987年6月退任（会長へ異動）
6. 齋藤裕 - 1987年6月就任、1993年6月退任（会長へ異動）
7. 今井敬 - 1993年6月就任、1998年3月退任（会長へ異動）
8. 千速晃 - 1998年4月就任、2003年3月退任（会長へ異動）
9. 三村明夫 - 2003年4月就任、2008年3月退任（会長へ異動）
10. 宗岡正二 - 2008年4月就任、合併により2012年10月新日鐵住金代表取締役会長（2012年10月～2014年3月はCEO兼務）へ異動

### 会長一覧
1. 永野重雄 - 1970年3月就任（富士製鐵社長から異動）、1973年5月退任
2. 稲山嘉寛 - 1973年5月就任（社長から異動）、1981年6月退任
3. 斎藤英四郎 - 1981年6月就任（社長から異動）、1987年6月退任
4. 武田豊 - 1987年6月就任（社長から異動）、1989年6月退任
5. 三鬼彰 - 1989年6月就任、1993年6月退任
6. 齋藤裕 - 1993年6月就任（社長から異動）、1998年3月退任
7. 今井敬 - 1998年4月就任（社長から異動）、2003年3月退任
8. 千速晃 - 2003年4月就任（社長から異動）、2008年1月死去
9. 三村明夫 - 2008年4月就任（社長から異動）、2012年10月の合併と同時に退任

## 関係会社
2010年（平成22年）3月31日現在、新日本製鐵グループは新日鉄とその傘下の連結子会社255社、持分法適用関連会社73社で構成されている。

## 指定問屋
新日鉄の指定問屋のうち、有力企業により「十日会」と呼ばれる団体が組織されている。同団体は前身の日本製鐵時代より組織されており、構成企業は下記のとおりである。
発足時（1948年（昭和23年）5月10日）
三井物産、三菱商事、岩井産業（現・双日）、安宅産業（破綻の後伊藤忠商事に吸収）、高島屋飯田（現・丸紅）、森岡興業（現・伊藤忠商事）、入丸産業、大阪鋼材（どちらも現・日鉄商事）、木下産商（現・三井物産）、日本鉄鋼興業（破綻）
現在
三井物産、三菱商事、伊藤忠商事、丸紅、住友商事、双日、豊田通商、阪和興業、岡谷鋼機、日鉄商事、兼松、塚本總業

## 企業スポーツ
- 社会人野球
  - 室蘭シャークス（旧：新日本製鐵室蘭）
  - かずさマジック（旧：新日本製鐵君津）
  - 硬式野球クラブ 東海REX（旧：新日本製鐵名古屋）
  - 日本製鉄瀬戸内（旧：新日本製鐵広畑）
  - 日鉄ステンレス（旧：新日本製鐵光、光シーガルズ、日鉄ステンレス山口シーガルズ）
  - 日本製鉄九州大分（旧：新日本製鐵大分、日本製鉄大分）
  - 新日本製鐵釜石 - 1988年に廃部。
  - 新日本製鐵堺 - 1995年に休部し、2008年に廃部。
  - 新日本製鐵八幡 - 2003年に廃部。
- 社会人サッカー
  - 新日鐵室蘭サッカー部
  - 新日鐵釜石サッカー部
  - 新日鐵君津サッカークラブ
  - 新日鐵大分サッカー部
- バレーボール
  - 堺ブレイザーズ（元・新日鐵堺バレーボール部）
  - 新日鐵君津バレーボール部
- ラグビー
  - 釜石シーウェイブス（元・新日鐵釜石ラグビー部）
  - 新日鐵君津ラグビー部
  - NSCラガーTOKYO（東京本社在勤者中心のクラブチーム）
  - 新日鐵堺ラグビー部
  - 新日鐵八幡ラグビー部
  - 新日鐵大分ラグビー部
- 柔道
  - 新日鐵広畑柔道部

上記の他、かつてはメキシコオリンピック銀メダリストの君原健二を輩出した陸上部や、天皇杯全日本サッカー選手権大会で優勝経験のあるサッカー部（新日鉄八幡サッカー部）、オリンピック日本代表も擁したバスケットボール部（新日本製鐵スパーレッツ）などがあった。

## その他
- 商品である鋼板などに入っているマークの中に、丸にSが組み合わさったマークが使われているものがある。この関係で、新日本製鐵の鋼板を「マルエス」と呼ぶことがある。八幡製鐵の社章は「マルエス」印で、富士製鐵の社章は「フジエス」印であり、新日鉄の社章は合併した2社の社章を1つに組み合わせたものである。
- 小説「大地の子」に登場する東洋製鉄のモデル企業でもある。NHKで放映されたテレビ版では本社社屋はもとより君津製鐵所がロケ地となったが、製鉄所入り口の看板は「東洋製鉄木更津製鉄所」と書き換えられた。
- 新日鉄は、かつて朝鮮民主主義人民共和国（北朝鮮）から無煙炭を輸入していた。無煙炭は、製鉄所において高炉用の燃料コークス製造時の添加剤として使われるもので、新日鉄の前身日本製鐵が製鉄所を構えていた北朝鮮（戦前に金策・清津に製鉄所を構えていた）から輸入していた。しかし、北朝鮮核問題などに伴う日本国政府による経済制裁の実施に伴い、2006年（平成18年）に無煙炭の輸入を停止した。

## 関連する人物

### 在籍した著名人
企業経営者
- 後正武 - 元ベイン・アンド・カンパニー副社長
- 岡谷篤一 - 元岡谷鋼機社長、名古屋商工会議所会頭
- 奥村直樹 - 元副社長、宇宙航空研究開発機構理事長
- 関哲夫 - 元副社長、商工組合中央金庫社長、日本監査役協会会長
- 水越豊 - ボストン・コンサルティング・グループ日本代表
- 八木重二郎 - 東日本高速道路株式会社初代社長
- 塩田周三 - ポリゴン・ピクチュアズ社長
- 進藤孝生 - 元代表取締役副社長、新日鐵住金代表取締役社長

政治家
- 新井将敬 - 大蔵官僚、衆議院議員
- 粟山明 - 衆議院議員
- 海野三朗 - 衆議院議員、参議院議員、冶金学者
- 原田義昭 - 通産官僚、衆議院議員
- 守島正 - 衆議院議員、大阪市議
- 藤井丙午 - 参議院議員
- 溝手顕正 - 参議院議員、三原市長
- 本郷谷健次 - 千葉県松戸市長

学者
- 粟飯原周二 - 東京大学大学院工学系研究科・工学部教授
- 太田順 - 東京大学人工物工学研究センター教授
- 大場善次郎 - 東京大学大学院工学系研究科・工学部名誉教授
- 唐津恵一 - 東京大学大学院法学政治学研究科・法学部教授
- 桑村仁 - 東京大学大学院工学系研究科・工学部教授
- 小関敏彦 - 東京大学大学院工学系研究科・工学部教授
- 杉本孝 -  京都大学経営管理大学院特命教授
- 西岡潔 - 東京大学先端科学技術研究センター特任教授
- 浜田和幸 - 国際政治学者、参議院議員
- 山田雄一 - 元明治大学学長
- 吉武博通 - 筑波大学副学長

スポーツ選手
- 野茂英雄 - メジャーリーグ投手・新日鐵化学在籍。かつては企業イメージキャラクターも担当した。
- 松中信彦 - 福岡ソフトバンクホークス内野手・外野手
- 森慎二   - タンパベイ・デビルレイズ投手
- 河本育之 - 東北楽天ゴールデンイーグルス投手
- 下柳剛   - 阪神タイガース投手
- 渡辺俊介 - 千葉ロッテマリーンズ投手
- 佐々木恭介- 元近鉄バファローズ監督
- 的山哲也 - オリックス・バファローズ捕手
- 薮田安彦 - 千葉ロッテマリーンズ投手
- 塩崎真   - オリックス・バファローズ内野手
- 三井浩二 - 埼玉西武ライオンズ投手
- 藤城和明 - 元読売ジャイアンツ投手
- 高村良嘉 - 元読売ジャイアンツ内野手
- 君原健二 - 陸上競技選手、マラソンオリンピック代表選手（東京、メキシコ、ミュンヘン）
- 松尾雄治 - ラグビー評論家・解説者
- 宮本輝紀 - 元サッカー日本代表選手
- 渡辺正 - 元サッカー日本代表選手、元監督
- 三浦俊也 - 元ヴィッセル神戸監督
- 田中幹保 - 元全日本男子バレーボールチーム監督
- 植田辰哉 - 全日本男子バレーボールチーム監督
- 中村祐造 - 元全日本男子バレーボールチーム監督
- 眞鍋政義 - 元全日本女子バレーボールチーム監督
- 柳本晶一 - 元全日本女子バレーボールチーム監督
- 中垣内祐一 - 元全日本男子バレーボール選手
- 神永昭夫 - 柔道家、東京オリンピック日本代表選手。
- 吉田秀彦 - 柔道家、格闘家、バルセロナオリンピック日本代表選手。
- 福井誠 - 競泳日本代表選手（ローマ、東京）
- 杉山武雄 - 元バスケットボール全日本男子代表選手
- 金川英雄 - 元バスケットボール全日本男子代表選手
- 江川嘉孝 - 元バスケットボール全日本男子代表選手
- 浜口秀樹 - 元バスケットボール全日本男子代表選手

文化人
- 菊池康郎 - 囲碁のアマチュア選手。

### 企業イメージキャラクター
- シガニー・ウィーバー - 女優：かつて「生きることのすべてに、新日鉄。」の企業イメージCMに出演した。
- 諏訪内晶子 - バイオリニスト：同社主催の「新日鉄音楽賞」第1回・フレッシュアーティスト部門を受賞。その関係でかつて「すくすくと、新日鉄。」の企業イメージCMに出演した。

## 過去の法令違反・諸問題

### 橋梁談合事件
2005年（平成17年）6月に発覚した、鋼鉄製橋梁をめぐる入札談合容疑によって公正取引委員会が立ち入り検査に入り、同月下旬に新日鉄は起訴処分となった。その後、同年9月に官製談合防止法に基づいて公正取引委員会が排除勧告を行った。しかし、新日鉄は談合の事実を認めながらも排除勧告の応諾を拒否。この事件は裁判によって争われたが、2009年（平成21年）に新日鉄は敗訴し課徴金として2億8200万円の罰金の支払いを命じられた。
この事件は官製談合の典型と言われ、事件発覚当時には報道などでも大きく扱われた。これを受け、社長などの役員報酬の返上を行ったうえで、今後の橋梁事業の縮小を発表した。

### 高アルカリ水の海洋への漏出
2010年（平成22年）1月、名古屋製鐵所から水質汚濁防止法で定められた基準（水素イオン濃度 (ph) 5-9）を大幅に上回る高濃度のアルカリ水（ph12.1-12.3）が名古屋港に漏出しているのが見つかった。同製鐵所の敷地内には、護岸ブロック付近において埋め立て材としてスラグ（鉱滓）が使われていたが、これが雨水などと混合してアルカリ化し、岸壁に入っていた亀裂から漏出した模様である。名古屋海上保安部は同年11月1日に、同製鐵所で水質検査などを担当していた男性社員並びに新日鉄本社を同法違反容疑で書類送検した。

### 技術流出訴訟
新日本製鉄が研究、開発した「方向性電磁鋼板」の製造技術など、当時の社員1人を含む約10人が複数のグループに分かれて、約20年間ポスコに情報漏洩していた事件。
ポスコから300億円の支払を受け2015年に終結、元社員らからも解決金を受け取ることで、2017年に終結した。